# Emil Palkoska
Emil Palkoska (Velké Přílepy, 11 maggio 1871 – Praga, 13 maggio 1955) è stato un compositore di scacchi boemo (cecoslovacco dal 1918).
Compose un migliaio di problemi nello stile della scuola boema di composizione, tipici per la rigorosa osservanza dell'economia. Ottenne circa 250 premiazioni, tra cui molti primi premi. Fu redattore per 38 anni (dal 1907 al 1945) della rubrica della rivista Narodny Politika e per molti anni anche di Lidova Demokracie.
In collaborazione con Alain Campbell White scrisse il libro Schachprobleme Weisz: Dame und ein Läufer (Lipsia, 1911), pubblicato nella collezione natalizia "Christmas Series".
Sull'importanza dell'economia nella composizione di problemi scrisse il libro Idea s ekonomie v sachové úloze (Praga, 1928), considerato un classico della problemistica.
Di professione era un funzionario del Ministero dell'agricoltura della Cecoslovacchia.

## Problemi di esempio
|   | a | b | c | d | e | f | g | h |   |
| 8 | h8 torre del nero · c7 pedone del nero · f7 torre del bianco · g6 pedone del bianco · a5 pedone del nero · e5 re del nero · a4 re del bianco · b4 alfiere del nero · c4 pedone del nero · c3 pedone del nero · e3 alfiere del bianco · e2 donna del bianco | h8 torre del nero · c7 pedone del nero · f7 torre del bianco · g6 pedone del bianco · a5 pedone del nero · e5 re del nero · a4 re del bianco · b4 alfiere del nero · c4 pedone del nero · c3 pedone del nero · e3 alfiere del bianco · e2 donna del bianco | h8 torre del nero · c7 pedone del nero · f7 torre del bianco · g6 pedone del bianco · a5 pedone del nero · e5 re del nero · a4 re del bianco · b4 alfiere del nero · c4 pedone del nero · c3 pedone del nero · e3 alfiere del bianco · e2 donna del bianco | h8 torre del nero · c7 pedone del nero · f7 torre del bianco · g6 pedone del bianco · a5 pedone del nero · e5 re del nero · a4 re del bianco · b4 alfiere del nero · c4 pedone del nero · c3 pedone del nero · e3 alfiere del bianco · e2 donna del bianco | h8 torre del nero · c7 pedone del nero · f7 torre del bianco · g6 pedone del bianco · a5 pedone del nero · e5 re del nero · a4 re del bianco · b4 alfiere del nero · c4 pedone del nero · c3 pedone del nero · e3 alfiere del bianco · e2 donna del bianco | h8 torre del nero · c7 pedone del nero · f7 torre del bianco · g6 pedone del bianco · a5 pedone del nero · e5 re del nero · a4 re del bianco · b4 alfiere del nero · c4 pedone del nero · c3 pedone del nero · e3 alfiere del bianco · e2 donna del bianco | h8 torre del nero · c7 pedone del nero · f7 torre del bianco · g6 pedone del bianco · a5 pedone del nero · e5 re del nero · a4 re del bianco · b4 alfiere del nero · c4 pedone del nero · c3 pedone del nero · e3 alfiere del bianco · e2 donna del bianco | h8 torre del nero · c7 pedone del nero · f7 torre del bianco · g6 pedone del bianco · a5 pedone del nero · e5 re del nero · a4 re del bianco · b4 alfiere del nero · c4 pedone del nero · c3 pedone del nero · e3 alfiere del bianco · e2 donna del bianco | 8 |
| 7 | h8 torre del nero · c7 pedone del nero · f7 torre del bianco · g6 pedone del bianco · a5 pedone del nero · e5 re del nero · a4 re del bianco · b4 alfiere del nero · c4 pedone del nero · c3 pedone del nero · e3 alfiere del bianco · e2 donna del bianco | h8 torre del nero · c7 pedone del nero · f7 torre del bianco · g6 pedone del bianco · a5 pedone del nero · e5 re del nero · a4 re del bianco · b4 alfiere del nero · c4 pedone del nero · c3 pedone del nero · e3 alfiere del bianco · e2 donna del bianco | h8 torre del nero · c7 pedone del nero · f7 torre del bianco · g6 pedone del bianco · a5 pedone del nero · e5 re del nero · a4 re del bianco · b4 alfiere del nero · c4 pedone del nero · c3 pedone del nero · e3 alfiere del bianco · e2 donna del bianco | h8 torre del nero · c7 pedone del nero · f7 torre del bianco · g6 pedone del bianco · a5 pedone del nero · e5 re del nero · a4 re del bianco · b4 alfiere del nero · c4 pedone del nero · c3 pedone del nero · e3 alfiere del bianco · e2 donna del bianco | h8 torre del nero · c7 pedone del nero · f7 torre del bianco · g6 pedone del bianco · a5 pedone del nero · e5 re del nero · a4 re del bianco · b4 alfiere del nero · c4 pedone del nero · c3 pedone del nero · e3 alfiere del bianco · e2 donna del bianco | h8 torre del nero · c7 pedone del nero · f7 torre del bianco · g6 pedone del bianco · a5 pedone del nero · e5 re del nero · a4 re del bianco · b4 alfiere del nero · c4 pedone del nero · c3 pedone del nero · e3 alfiere del bianco · e2 donna del bianco | h8 torre del nero · c7 pedone del nero · f7 torre del bianco · g6 pedone del bianco · a5 pedone del nero · e5 re del nero · a4 re del bianco · b4 alfiere del nero · c4 pedone del nero · c3 pedone del nero · e3 alfiere del bianco · e2 donna del bianco | h8 torre del nero · c7 pedone del nero · f7 torre del bianco · g6 pedone del bianco · a5 pedone del nero · e5 re del nero · a4 re del bianco · b4 alfiere del nero · c4 pedone del nero · c3 pedone del nero · e3 alfiere del bianco · e2 donna del bianco | 7 |
| 6 | h8 torre del nero · c7 pedone del nero · f7 torre del bianco · g6 pedone del bianco · a5 pedone del nero · e5 re del nero · a4 re del bianco · b4 alfiere del nero · c4 pedone del nero · c3 pedone del nero · e3 alfiere del bianco · e2 donna del bianco | h8 torre del nero · c7 pedone del nero · f7 torre del bianco · g6 pedone del bianco · a5 pedone del nero · e5 re del nero · a4 re del bianco · b4 alfiere del nero · c4 pedone del nero · c3 pedone del nero · e3 alfiere del bianco · e2 donna del bianco | h8 torre del nero · c7 pedone del nero · f7 torre del bianco · g6 pedone del bianco · a5 pedone del nero · e5 re del nero · a4 re del bianco · b4 alfiere del nero · c4 pedone del nero · c3 pedone del nero · e3 alfiere del bianco · e2 donna del bianco | h8 torre del nero · c7 pedone del nero · f7 torre del bianco · g6 pedone del bianco · a5 pedone del nero · e5 re del nero · a4 re del bianco · b4 alfiere del nero · c4 pedone del nero · c3 pedone del nero · e3 alfiere del bianco · e2 donna del bianco | h8 torre del nero · c7 pedone del nero · f7 torre del bianco · g6 pedone del bianco · a5 pedone del nero · e5 re del nero · a4 re del bianco · b4 alfiere del nero · c4 pedone del nero · c3 pedone del nero · e3 alfiere del bianco · e2 donna del bianco | h8 torre del nero · c7 pedone del nero · f7 torre del bianco · g6 pedone del bianco · a5 pedone del nero · e5 re del nero · a4 re del bianco · b4 alfiere del nero · c4 pedone del nero · c3 pedone del nero · e3 alfiere del bianco · e2 donna del bianco | h8 torre del nero · c7 pedone del nero · f7 torre del bianco · g6 pedone del bianco · a5 pedone del nero · e5 re del nero · a4 re del bianco · b4 alfiere del nero · c4 pedone del nero · c3 pedone del nero · e3 alfiere del bianco · e2 donna del bianco | h8 torre del nero · c7 pedone del nero · f7 torre del bianco · g6 pedone del bianco · a5 pedone del nero · e5 re del nero · a4 re del bianco · b4 alfiere del nero · c4 pedone del nero · c3 pedone del nero · e3 alfiere del bianco · e2 donna del bianco | 6 |
| 5 | h8 torre del nero · c7 pedone del nero · f7 torre del bianco · g6 pedone del bianco · a5 pedone del nero · e5 re del nero · a4 re del bianco · b4 alfiere del nero · c4 pedone del nero · c3 pedone del nero · e3 alfiere del bianco · e2 donna del bianco | h8 torre del nero · c7 pedone del nero · f7 torre del bianco · g6 pedone del bianco · a5 pedone del nero · e5 re del nero · a4 re del bianco · b4 alfiere del nero · c4 pedone del nero · c3 pedone del nero · e3 alfiere del bianco · e2 donna del bianco | h8 torre del nero · c7 pedone del nero · f7 torre del bianco · g6 pedone del bianco · a5 pedone del nero · e5 re del nero · a4 re del bianco · b4 alfiere del nero · c4 pedone del nero · c3 pedone del nero · e3 alfiere del bianco · e2 donna del bianco | h8 torre del nero · c7 pedone del nero · f7 torre del bianco · g6 pedone del bianco · a5 pedone del nero · e5 re del nero · a4 re del bianco · b4 alfiere del nero · c4 pedone del nero · c3 pedone del nero · e3 alfiere del bianco · e2 donna del bianco | h8 torre del nero · c7 pedone del nero · f7 torre del bianco · g6 pedone del bianco · a5 pedone del nero · e5 re del nero · a4 re del bianco · b4 alfiere del nero · c4 pedone del nero · c3 pedone del nero · e3 alfiere del bianco · e2 donna del bianco | h8 torre del nero · c7 pedone del nero · f7 torre del bianco · g6 pedone del bianco · a5 pedone del nero · e5 re del nero · a4 re del bianco · b4 alfiere del nero · c4 pedone del nero · c3 pedone del nero · e3 alfiere del bianco · e2 donna del bianco | h8 torre del nero · c7 pedone del nero · f7 torre del bianco · g6 pedone del bianco · a5 pedone del nero · e5 re del nero · a4 re del bianco · b4 alfiere del nero · c4 pedone del nero · c3 pedone del nero · e3 alfiere del bianco · e2 donna del bianco | h8 torre del nero · c7 pedone del nero · f7 torre del bianco · g6 pedone del bianco · a5 pedone del nero · e5 re del nero · a4 re del bianco · b4 alfiere del nero · c4 pedone del nero · c3 pedone del nero · e3 alfiere del bianco · e2 donna del bianco | 5 |
| 4 | h8 torre del nero · c7 pedone del nero · f7 torre del bianco · g6 pedone del bianco · a5 pedone del nero · e5 re del nero · a4 re del bianco · b4 alfiere del nero · c4 pedone del nero · c3 pedone del nero · e3 alfiere del bianco · e2 donna del bianco | h8 torre del nero · c7 pedone del nero · f7 torre del bianco · g6 pedone del bianco · a5 pedone del nero · e5 re del nero · a4 re del bianco · b4 alfiere del nero · c4 pedone del nero · c3 pedone del nero · e3 alfiere del bianco · e2 donna del bianco | h8 torre del nero · c7 pedone del nero · f7 torre del bianco · g6 pedone del bianco · a5 pedone del nero · e5 re del nero · a4 re del bianco · b4 alfiere del nero · c4 pedone del nero · c3 pedone del nero · e3 alfiere del bianco · e2 donna del bianco | h8 torre del nero · c7 pedone del nero · f7 torre del bianco · g6 pedone del bianco · a5 pedone del nero · e5 re del nero · a4 re del bianco · b4 alfiere del nero · c4 pedone del nero · c3 pedone del nero · e3 alfiere del bianco · e2 donna del bianco | h8 torre del nero · c7 pedone del nero · f7 torre del bianco · g6 pedone del bianco · a5 pedone del nero · e5 re del nero · a4 re del bianco · b4 alfiere del nero · c4 pedone del nero · c3 pedone del nero · e3 alfiere del bianco · e2 donna del bianco | h8 torre del nero · c7 pedone del nero · f7 torre del bianco · g6 pedone del bianco · a5 pedone del nero · e5 re del nero · a4 re del bianco · b4 alfiere del nero · c4 pedone del nero · c3 pedone del nero · e3 alfiere del bianco · e2 donna del bianco | h8 torre del nero · c7 pedone del nero · f7 torre del bianco · g6 pedone del bianco · a5 pedone del nero · e5 re del nero · a4 re del bianco · b4 alfiere del nero · c4 pedone del nero · c3 pedone del nero · e3 alfiere del bianco · e2 donna del bianco | h8 torre del nero · c7 pedone del nero · f7 torre del bianco · g6 pedone del bianco · a5 pedone del nero · e5 re del nero · a4 re del bianco · b4 alfiere del nero · c4 pedone del nero · c3 pedone del nero · e3 alfiere del bianco · e2 donna del bianco | 4 |
| 3 | h8 torre del nero · c7 pedone del nero · f7 torre del bianco · g6 pedone del bianco · a5 pedone del nero · e5 re del nero · a4 re del bianco · b4 alfiere del nero · c4 pedone del nero · c3 pedone del nero · e3 alfiere del bianco · e2 donna del bianco | h8 torre del nero · c7 pedone del nero · f7 torre del bianco · g6 pedone del bianco · a5 pedone del nero · e5 re del nero · a4 re del bianco · b4 alfiere del nero · c4 pedone del nero · c3 pedone del nero · e3 alfiere del bianco · e2 donna del bianco | h8 torre del nero · c7 pedone del nero · f7 torre del bianco · g6 pedone del bianco · a5 pedone del nero · e5 re del nero · a4 re del bianco · b4 alfiere del nero · c4 pedone del nero · c3 pedone del nero · e3 alfiere del bianco · e2 donna del bianco | h8 torre del nero · c7 pedone del nero · f7 torre del bianco · g6 pedone del bianco · a5 pedone del nero · e5 re del nero · a4 re del bianco · b4 alfiere del nero · c4 pedone del nero · c3 pedone del nero · e3 alfiere del bianco · e2 donna del bianco | h8 torre del nero · c7 pedone del nero · f7 torre del bianco · g6 pedone del bianco · a5 pedone del nero · e5 re del nero · a4 re del bianco · b4 alfiere del nero · c4 pedone del nero · c3 pedone del nero · e3 alfiere del bianco · e2 donna del bianco | h8 torre del nero · c7 pedone del nero · f7 torre del bianco · g6 pedone del bianco · a5 pedone del nero · e5 re del nero · a4 re del bianco · b4 alfiere del nero · c4 pedone del nero · c3 pedone del nero · e3 alfiere del bianco · e2 donna del bianco | h8 torre del nero · c7 pedone del nero · f7 torre del bianco · g6 pedone del bianco · a5 pedone del nero · e5 re del nero · a4 re del bianco · b4 alfiere del nero · c4 pedone del nero · c3 pedone del nero · e3 alfiere del bianco · e2 donna del bianco | h8 torre del nero · c7 pedone del nero · f7 torre del bianco · g6 pedone del bianco · a5 pedone del nero · e5 re del nero · a4 re del bianco · b4 alfiere del nero · c4 pedone del nero · c3 pedone del nero · e3 alfiere del bianco · e2 donna del bianco | 3 |
| 2 | h8 torre del nero · c7 pedone del nero · f7 torre del bianco · g6 pedone del bianco · a5 pedone del nero · e5 re del nero · a4 re del bianco · b4 alfiere del nero · c4 pedone del nero · c3 pedone del nero · e3 alfiere del bianco · e2 donna del bianco | h8 torre del nero · c7 pedone del nero · f7 torre del bianco · g6 pedone del bianco · a5 pedone del nero · e5 re del nero · a4 re del bianco · b4 alfiere del nero · c4 pedone del nero · c3 pedone del nero · e3 alfiere del bianco · e2 donna del bianco | h8 torre del nero · c7 pedone del nero · f7 torre del bianco · g6 pedone del bianco · a5 pedone del nero · e5 re del nero · a4 re del bianco · b4 alfiere del nero · c4 pedone del nero · c3 pedone del nero · e3 alfiere del bianco · e2 donna del bianco | h8 torre del nero · c7 pedone del nero · f7 torre del bianco · g6 pedone del bianco · a5 pedone del nero · e5 re del nero · a4 re del bianco · b4 alfiere del nero · c4 pedone del nero · c3 pedone del nero · e3 alfiere del bianco · e2 donna del bianco | h8 torre del nero · c7 pedone del nero · f7 torre del bianco · g6 pedone del bianco · a5 pedone del nero · e5 re del nero · a4 re del bianco · b4 alfiere del nero · c4 pedone del nero · c3 pedone del nero · e3 alfiere del bianco · e2 donna del bianco | h8 torre del nero · c7 pedone del nero · f7 torre del bianco · g6 pedone del bianco · a5 pedone del nero · e5 re del nero · a4 re del bianco · b4 alfiere del nero · c4 pedone del nero · c3 pedone del nero · e3 alfiere del bianco · e2 donna del bianco | h8 torre del nero · c7 pedone del nero · f7 torre del bianco · g6 pedone del bianco · a5 pedone del nero · e5 re del nero · a4 re del bianco · b4 alfiere del nero · c4 pedone del nero · c3 pedone del nero · e3 alfiere del bianco · e2 donna del bianco | h8 torre del nero · c7 pedone del nero · f7 torre del bianco · g6 pedone del bianco · a5 pedone del nero · e5 re del nero · a4 re del bianco · b4 alfiere del nero · c4 pedone del nero · c3 pedone del nero · e3 alfiere del bianco · e2 donna del bianco | 2 |
| 1 | h8 torre del nero · c7 pedone del nero · f7 torre del bianco · g6 pedone del bianco · a5 pedone del nero · e5 re del nero · a4 re del bianco · b4 alfiere del nero · c4 pedone del nero · c3 pedone del nero · e3 alfiere del bianco · e2 donna del bianco | h8 torre del nero · c7 pedone del nero · f7 torre del bianco · g6 pedone del bianco · a5 pedone del nero · e5 re del nero · a4 re del bianco · b4 alfiere del nero · c4 pedone del nero · c3 pedone del nero · e3 alfiere del bianco · e2 donna del bianco | h8 torre del nero · c7 pedone del nero · f7 torre del bianco · g6 pedone del bianco · a5 pedone del nero · e5 re del nero · a4 re del bianco · b4 alfiere del nero · c4 pedone del nero · c3 pedone del nero · e3 alfiere del bianco · e2 donna del bianco | h8 torre del nero · c7 pedone del nero · f7 torre del bianco · g6 pedone del bianco · a5 pedone del nero · e5 re del nero · a4 re del bianco · b4 alfiere del nero · c4 pedone del nero · c3 pedone del nero · e3 alfiere del bianco · e2 donna del bianco | h8 torre del nero · c7 pedone del nero · f7 torre del bianco · g6 pedone del bianco · a5 pedone del nero · e5 re del nero · a4 re del bianco · b4 alfiere del nero · c4 pedone del nero · c3 pedone del nero · e3 alfiere del bianco · e2 donna del bianco | h8 torre del nero · c7 pedone del nero · f7 torre del bianco · g6 pedone del bianco · a5 pedone del nero · e5 re del nero · a4 re del bianco · b4 alfiere del nero · c4 pedone del nero · c3 pedone del nero · e3 alfiere del bianco · e2 donna del bianco | h8 torre del nero · c7 pedone del nero · f7 torre del bianco · g6 pedone del bianco · a5 pedone del nero · e5 re del nero · a4 re del bianco · b4 alfiere del nero · c4 pedone del nero · c3 pedone del nero · e3 alfiere del bianco · e2 donna del bianco | h8 torre del nero · c7 pedone del nero · f7 torre del bianco · g6 pedone del bianco · a5 pedone del nero · e5 re del nero · a4 re del bianco · b4 alfiere del nero · c4 pedone del nero · c3 pedone del nero · e3 alfiere del bianco · e2 donna del bianco | 1 |
|   | a | b | c | d | e | f | g | h |   |

Soluzione:
1. Rb5! esponendo subito il re ad uno scacco

1... Tb8+ 2. Rc6 Tb6+ 3. Axb6#

1... c6+  2. Rxc4 Th4+ 3. Af4#
|   | a | b | c | d | e | f | g | h |   |
| 8 | c8 re del bianco · a7 re del nero · b7 pedone del nero · c7 cavallo del bianco · a5 pedone del nero · d5 cavallo del bianco · a4 pedone del nero · b4 pedone del nero · d4 pedone del bianco · a3 alfiere del bianco · a2 pedone del bianco · c2 pedone del bianco | c8 re del bianco · a7 re del nero · b7 pedone del nero · c7 cavallo del bianco · a5 pedone del nero · d5 cavallo del bianco · a4 pedone del nero · b4 pedone del nero · d4 pedone del bianco · a3 alfiere del bianco · a2 pedone del bianco · c2 pedone del bianco | c8 re del bianco · a7 re del nero · b7 pedone del nero · c7 cavallo del bianco · a5 pedone del nero · d5 cavallo del bianco · a4 pedone del nero · b4 pedone del nero · d4 pedone del bianco · a3 alfiere del bianco · a2 pedone del bianco · c2 pedone del bianco | c8 re del bianco · a7 re del nero · b7 pedone del nero · c7 cavallo del bianco · a5 pedone del nero · d5 cavallo del bianco · a4 pedone del nero · b4 pedone del nero · d4 pedone del bianco · a3 alfiere del bianco · a2 pedone del bianco · c2 pedone del bianco | c8 re del bianco · a7 re del nero · b7 pedone del nero · c7 cavallo del bianco · a5 pedone del nero · d5 cavallo del bianco · a4 pedone del nero · b4 pedone del nero · d4 pedone del bianco · a3 alfiere del bianco · a2 pedone del bianco · c2 pedone del bianco | c8 re del bianco · a7 re del nero · b7 pedone del nero · c7 cavallo del bianco · a5 pedone del nero · d5 cavallo del bianco · a4 pedone del nero · b4 pedone del nero · d4 pedone del bianco · a3 alfiere del bianco · a2 pedone del bianco · c2 pedone del bianco | c8 re del bianco · a7 re del nero · b7 pedone del nero · c7 cavallo del bianco · a5 pedone del nero · d5 cavallo del bianco · a4 pedone del nero · b4 pedone del nero · d4 pedone del bianco · a3 alfiere del bianco · a2 pedone del bianco · c2 pedone del bianco | c8 re del bianco · a7 re del nero · b7 pedone del nero · c7 cavallo del bianco · a5 pedone del nero · d5 cavallo del bianco · a4 pedone del nero · b4 pedone del nero · d4 pedone del bianco · a3 alfiere del bianco · a2 pedone del bianco · c2 pedone del bianco | 8 |
| 7 | c8 re del bianco · a7 re del nero · b7 pedone del nero · c7 cavallo del bianco · a5 pedone del nero · d5 cavallo del bianco · a4 pedone del nero · b4 pedone del nero · d4 pedone del bianco · a3 alfiere del bianco · a2 pedone del bianco · c2 pedone del bianco | c8 re del bianco · a7 re del nero · b7 pedone del nero · c7 cavallo del bianco · a5 pedone del nero · d5 cavallo del bianco · a4 pedone del nero · b4 pedone del nero · d4 pedone del bianco · a3 alfiere del bianco · a2 pedone del bianco · c2 pedone del bianco | c8 re del bianco · a7 re del nero · b7 pedone del nero · c7 cavallo del bianco · a5 pedone del nero · d5 cavallo del bianco · a4 pedone del nero · b4 pedone del nero · d4 pedone del bianco · a3 alfiere del bianco · a2 pedone del bianco · c2 pedone del bianco | c8 re del bianco · a7 re del nero · b7 pedone del nero · c7 cavallo del bianco · a5 pedone del nero · d5 cavallo del bianco · a4 pedone del nero · b4 pedone del nero · d4 pedone del bianco · a3 alfiere del bianco · a2 pedone del bianco · c2 pedone del bianco | c8 re del bianco · a7 re del nero · b7 pedone del nero · c7 cavallo del bianco · a5 pedone del nero · d5 cavallo del bianco · a4 pedone del nero · b4 pedone del nero · d4 pedone del bianco · a3 alfiere del bianco · a2 pedone del bianco · c2 pedone del bianco | c8 re del bianco · a7 re del nero · b7 pedone del nero · c7 cavallo del bianco · a5 pedone del nero · d5 cavallo del bianco · a4 pedone del nero · b4 pedone del nero · d4 pedone del bianco · a3 alfiere del bianco · a2 pedone del bianco · c2 pedone del bianco | c8 re del bianco · a7 re del nero · b7 pedone del nero · c7 cavallo del bianco · a5 pedone del nero · d5 cavallo del bianco · a4 pedone del nero · b4 pedone del nero · d4 pedone del bianco · a3 alfiere del bianco · a2 pedone del bianco · c2 pedone del bianco | c8 re del bianco · a7 re del nero · b7 pedone del nero · c7 cavallo del bianco · a5 pedone del nero · d5 cavallo del bianco · a4 pedone del nero · b4 pedone del nero · d4 pedone del bianco · a3 alfiere del bianco · a2 pedone del bianco · c2 pedone del bianco | 7 |
| 6 | c8 re del bianco · a7 re del nero · b7 pedone del nero · c7 cavallo del bianco · a5 pedone del nero · d5 cavallo del bianco · a4 pedone del nero · b4 pedone del nero · d4 pedone del bianco · a3 alfiere del bianco · a2 pedone del bianco · c2 pedone del bianco | c8 re del bianco · a7 re del nero · b7 pedone del nero · c7 cavallo del bianco · a5 pedone del nero · d5 cavallo del bianco · a4 pedone del nero · b4 pedone del nero · d4 pedone del bianco · a3 alfiere del bianco · a2 pedone del bianco · c2 pedone del bianco | c8 re del bianco · a7 re del nero · b7 pedone del nero · c7 cavallo del bianco · a5 pedone del nero · d5 cavallo del bianco · a4 pedone del nero · b4 pedone del nero · d4 pedone del bianco · a3 alfiere del bianco · a2 pedone del bianco · c2 pedone del bianco | c8 re del bianco · a7 re del nero · b7 pedone del nero · c7 cavallo del bianco · a5 pedone del nero · d5 cavallo del bianco · a4 pedone del nero · b4 pedone del nero · d4 pedone del bianco · a3 alfiere del bianco · a2 pedone del bianco · c2 pedone del bianco | c8 re del bianco · a7 re del nero · b7 pedone del nero · c7 cavallo del bianco · a5 pedone del nero · d5 cavallo del bianco · a4 pedone del nero · b4 pedone del nero · d4 pedone del bianco · a3 alfiere del bianco · a2 pedone del bianco · c2 pedone del bianco | c8 re del bianco · a7 re del nero · b7 pedone del nero · c7 cavallo del bianco · a5 pedone del nero · d5 cavallo del bianco · a4 pedone del nero · b4 pedone del nero · d4 pedone del bianco · a3 alfiere del bianco · a2 pedone del bianco · c2 pedone del bianco | c8 re del bianco · a7 re del nero · b7 pedone del nero · c7 cavallo del bianco · a5 pedone del nero · d5 cavallo del bianco · a4 pedone del nero · b4 pedone del nero · d4 pedone del bianco · a3 alfiere del bianco · a2 pedone del bianco · c2 pedone del bianco | c8 re del bianco · a7 re del nero · b7 pedone del nero · c7 cavallo del bianco · a5 pedone del nero · d5 cavallo del bianco · a4 pedone del nero · b4 pedone del nero · d4 pedone del bianco · a3 alfiere del bianco · a2 pedone del bianco · c2 pedone del bianco | 6 |
| 5 | c8 re del bianco · a7 re del nero · b7 pedone del nero · c7 cavallo del bianco · a5 pedone del nero · d5 cavallo del bianco · a4 pedone del nero · b4 pedone del nero · d4 pedone del bianco · a3 alfiere del bianco · a2 pedone del bianco · c2 pedone del bianco | c8 re del bianco · a7 re del nero · b7 pedone del nero · c7 cavallo del bianco · a5 pedone del nero · d5 cavallo del bianco · a4 pedone del nero · b4 pedone del nero · d4 pedone del bianco · a3 alfiere del bianco · a2 pedone del bianco · c2 pedone del bianco | c8 re del bianco · a7 re del nero · b7 pedone del nero · c7 cavallo del bianco · a5 pedone del nero · d5 cavallo del bianco · a4 pedone del nero · b4 pedone del nero · d4 pedone del bianco · a3 alfiere del bianco · a2 pedone del bianco · c2 pedone del bianco | c8 re del bianco · a7 re del nero · b7 pedone del nero · c7 cavallo del bianco · a5 pedone del nero · d5 cavallo del bianco · a4 pedone del nero · b4 pedone del nero · d4 pedone del bianco · a3 alfiere del bianco · a2 pedone del bianco · c2 pedone del bianco | c8 re del bianco · a7 re del nero · b7 pedone del nero · c7 cavallo del bianco · a5 pedone del nero · d5 cavallo del bianco · a4 pedone del nero · b4 pedone del nero · d4 pedone del bianco · a3 alfiere del bianco · a2 pedone del bianco · c2 pedone del bianco | c8 re del bianco · a7 re del nero · b7 pedone del nero · c7 cavallo del bianco · a5 pedone del nero · d5 cavallo del bianco · a4 pedone del nero · b4 pedone del nero · d4 pedone del bianco · a3 alfiere del bianco · a2 pedone del bianco · c2 pedone del bianco | c8 re del bianco · a7 re del nero · b7 pedone del nero · c7 cavallo del bianco · a5 pedone del nero · d5 cavallo del bianco · a4 pedone del nero · b4 pedone del nero · d4 pedone del bianco · a3 alfiere del bianco · a2 pedone del bianco · c2 pedone del bianco | c8 re del bianco · a7 re del nero · b7 pedone del nero · c7 cavallo del bianco · a5 pedone del nero · d5 cavallo del bianco · a4 pedone del nero · b4 pedone del nero · d4 pedone del bianco · a3 alfiere del bianco · a2 pedone del bianco · c2 pedone del bianco | 5 |
| 4 | c8 re del bianco · a7 re del nero · b7 pedone del nero · c7 cavallo del bianco · a5 pedone del nero · d5 cavallo del bianco · a4 pedone del nero · b4 pedone del nero · d4 pedone del bianco · a3 alfiere del bianco · a2 pedone del bianco · c2 pedone del bianco | c8 re del bianco · a7 re del nero · b7 pedone del nero · c7 cavallo del bianco · a5 pedone del nero · d5 cavallo del bianco · a4 pedone del nero · b4 pedone del nero · d4 pedone del bianco · a3 alfiere del bianco · a2 pedone del bianco · c2 pedone del bianco | c8 re del bianco · a7 re del nero · b7 pedone del nero · c7 cavallo del bianco · a5 pedone del nero · d5 cavallo del bianco · a4 pedone del nero · b4 pedone del nero · d4 pedone del bianco · a3 alfiere del bianco · a2 pedone del bianco · c2 pedone del bianco | c8 re del bianco · a7 re del nero · b7 pedone del nero · c7 cavallo del bianco · a5 pedone del nero · d5 cavallo del bianco · a4 pedone del nero · b4 pedone del nero · d4 pedone del bianco · a3 alfiere del bianco · a2 pedone del bianco · c2 pedone del bianco | c8 re del bianco · a7 re del nero · b7 pedone del nero · c7 cavallo del bianco · a5 pedone del nero · d5 cavallo del bianco · a4 pedone del nero · b4 pedone del nero · d4 pedone del bianco · a3 alfiere del bianco · a2 pedone del bianco · c2 pedone del bianco | c8 re del bianco · a7 re del nero · b7 pedone del nero · c7 cavallo del bianco · a5 pedone del nero · d5 cavallo del bianco · a4 pedone del nero · b4 pedone del nero · d4 pedone del bianco · a3 alfiere del bianco · a2 pedone del bianco · c2 pedone del bianco | c8 re del bianco · a7 re del nero · b7 pedone del nero · c7 cavallo del bianco · a5 pedone del nero · d5 cavallo del bianco · a4 pedone del nero · b4 pedone del nero · d4 pedone del bianco · a3 alfiere del bianco · a2 pedone del bianco · c2 pedone del bianco | c8 re del bianco · a7 re del nero · b7 pedone del nero · c7 cavallo del bianco · a5 pedone del nero · d5 cavallo del bianco · a4 pedone del nero · b4 pedone del nero · d4 pedone del bianco · a3 alfiere del bianco · a2 pedone del bianco · c2 pedone del bianco | 4 |
| 3 | c8 re del bianco · a7 re del nero · b7 pedone del nero · c7 cavallo del bianco · a5 pedone del nero · d5 cavallo del bianco · a4 pedone del nero · b4 pedone del nero · d4 pedone del bianco · a3 alfiere del bianco · a2 pedone del bianco · c2 pedone del bianco | c8 re del bianco · a7 re del nero · b7 pedone del nero · c7 cavallo del bianco · a5 pedone del nero · d5 cavallo del bianco · a4 pedone del nero · b4 pedone del nero · d4 pedone del bianco · a3 alfiere del bianco · a2 pedone del bianco · c2 pedone del bianco | c8 re del bianco · a7 re del nero · b7 pedone del nero · c7 cavallo del bianco · a5 pedone del nero · d5 cavallo del bianco · a4 pedone del nero · b4 pedone del nero · d4 pedone del bianco · a3 alfiere del bianco · a2 pedone del bianco · c2 pedone del bianco | c8 re del bianco · a7 re del nero · b7 pedone del nero · c7 cavallo del bianco · a5 pedone del nero · d5 cavallo del bianco · a4 pedone del nero · b4 pedone del nero · d4 pedone del bianco · a3 alfiere del bianco · a2 pedone del bianco · c2 pedone del bianco | c8 re del bianco · a7 re del nero · b7 pedone del nero · c7 cavallo del bianco · a5 pedone del nero · d5 cavallo del bianco · a4 pedone del nero · b4 pedone del nero · d4 pedone del bianco · a3 alfiere del bianco · a2 pedone del bianco · c2 pedone del bianco | c8 re del bianco · a7 re del nero · b7 pedone del nero · c7 cavallo del bianco · a5 pedone del nero · d5 cavallo del bianco · a4 pedone del nero · b4 pedone del nero · d4 pedone del bianco · a3 alfiere del bianco · a2 pedone del bianco · c2 pedone del bianco | c8 re del bianco · a7 re del nero · b7 pedone del nero · c7 cavallo del bianco · a5 pedone del nero · d5 cavallo del bianco · a4 pedone del nero · b4 pedone del nero · d4 pedone del bianco · a3 alfiere del bianco · a2 pedone del bianco · c2 pedone del bianco | c8 re del bianco · a7 re del nero · b7 pedone del nero · c7 cavallo del bianco · a5 pedone del nero · d5 cavallo del bianco · a4 pedone del nero · b4 pedone del nero · d4 pedone del bianco · a3 alfiere del bianco · a2 pedone del bianco · c2 pedone del bianco | 3 |
| 2 | c8 re del bianco · a7 re del nero · b7 pedone del nero · c7 cavallo del bianco · a5 pedone del nero · d5 cavallo del bianco · a4 pedone del nero · b4 pedone del nero · d4 pedone del bianco · a3 alfiere del bianco · a2 pedone del bianco · c2 pedone del bianco | c8 re del bianco · a7 re del nero · b7 pedone del nero · c7 cavallo del bianco · a5 pedone del nero · d5 cavallo del bianco · a4 pedone del nero · b4 pedone del nero · d4 pedone del bianco · a3 alfiere del bianco · a2 pedone del bianco · c2 pedone del bianco | c8 re del bianco · a7 re del nero · b7 pedone del nero · c7 cavallo del bianco · a5 pedone del nero · d5 cavallo del bianco · a4 pedone del nero · b4 pedone del nero · d4 pedone del bianco · a3 alfiere del bianco · a2 pedone del bianco · c2 pedone del bianco | c8 re del bianco · a7 re del nero · b7 pedone del nero · c7 cavallo del bianco · a5 pedone del nero · d5 cavallo del bianco · a4 pedone del nero · b4 pedone del nero · d4 pedone del bianco · a3 alfiere del bianco · a2 pedone del bianco · c2 pedone del bianco | c8 re del bianco · a7 re del nero · b7 pedone del nero · c7 cavallo del bianco · a5 pedone del nero · d5 cavallo del bianco · a4 pedone del nero · b4 pedone del nero · d4 pedone del bianco · a3 alfiere del bianco · a2 pedone del bianco · c2 pedone del bianco | c8 re del bianco · a7 re del nero · b7 pedone del nero · c7 cavallo del bianco · a5 pedone del nero · d5 cavallo del bianco · a4 pedone del nero · b4 pedone del nero · d4 pedone del bianco · a3 alfiere del bianco · a2 pedone del bianco · c2 pedone del bianco | c8 re del bianco · a7 re del nero · b7 pedone del nero · c7 cavallo del bianco · a5 pedone del nero · d5 cavallo del bianco · a4 pedone del nero · b4 pedone del nero · d4 pedone del bianco · a3 alfiere del bianco · a2 pedone del bianco · c2 pedone del bianco | c8 re del bianco · a7 re del nero · b7 pedone del nero · c7 cavallo del bianco · a5 pedone del nero · d5 cavallo del bianco · a4 pedone del nero · b4 pedone del nero · d4 pedone del bianco · a3 alfiere del bianco · a2 pedone del bianco · c2 pedone del bianco | 2 |
| 1 | c8 re del bianco · a7 re del nero · b7 pedone del nero · c7 cavallo del bianco · a5 pedone del nero · d5 cavallo del bianco · a4 pedone del nero · b4 pedone del nero · d4 pedone del bianco · a3 alfiere del bianco · a2 pedone del bianco · c2 pedone del bianco | c8 re del bianco · a7 re del nero · b7 pedone del nero · c7 cavallo del bianco · a5 pedone del nero · d5 cavallo del bianco · a4 pedone del nero · b4 pedone del nero · d4 pedone del bianco · a3 alfiere del bianco · a2 pedone del bianco · c2 pedone del bianco | c8 re del bianco · a7 re del nero · b7 pedone del nero · c7 cavallo del bianco · a5 pedone del nero · d5 cavallo del bianco · a4 pedone del nero · b4 pedone del nero · d4 pedone del bianco · a3 alfiere del bianco · a2 pedone del bianco · c2 pedone del bianco | c8 re del bianco · a7 re del nero · b7 pedone del nero · c7 cavallo del bianco · a5 pedone del nero · d5 cavallo del bianco · a4 pedone del nero · b4 pedone del nero · d4 pedone del bianco · a3 alfiere del bianco · a2 pedone del bianco · c2 pedone del bianco | c8 re del bianco · a7 re del nero · b7 pedone del nero · c7 cavallo del bianco · a5 pedone del nero · d5 cavallo del bianco · a4 pedone del nero · b4 pedone del nero · d4 pedone del bianco · a3 alfiere del bianco · a2 pedone del bianco · c2 pedone del bianco | c8 re del bianco · a7 re del nero · b7 pedone del nero · c7 cavallo del bianco · a5 pedone del nero · d5 cavallo del bianco · a4 pedone del nero · b4 pedone del nero · d4 pedone del bianco · a3 alfiere del bianco · a2 pedone del bianco · c2 pedone del bianco | c8 re del bianco · a7 re del nero · b7 pedone del nero · c7 cavallo del bianco · a5 pedone del nero · d5 cavallo del bianco · a4 pedone del nero · b4 pedone del nero · d4 pedone del bianco · a3 alfiere del bianco · a2 pedone del bianco · c2 pedone del bianco | c8 re del bianco · a7 re del nero · b7 pedone del nero · c7 cavallo del bianco · a5 pedone del nero · d5 cavallo del bianco · a4 pedone del nero · b4 pedone del nero · d4 pedone del bianco · a3 alfiere del bianco · a2 pedone del bianco · c2 pedone del bianco | 1 |
|   | a | b | c | d | e | f | g | h |   |

Soluzione:
1. c4!  (zugzwang)

1...bxa3 2. c5! ...

1...bxc4 ep. 2. Ac5 b6 3. Axb6#

1...b5 2. bxc5 ...